# Ivar Arosenius

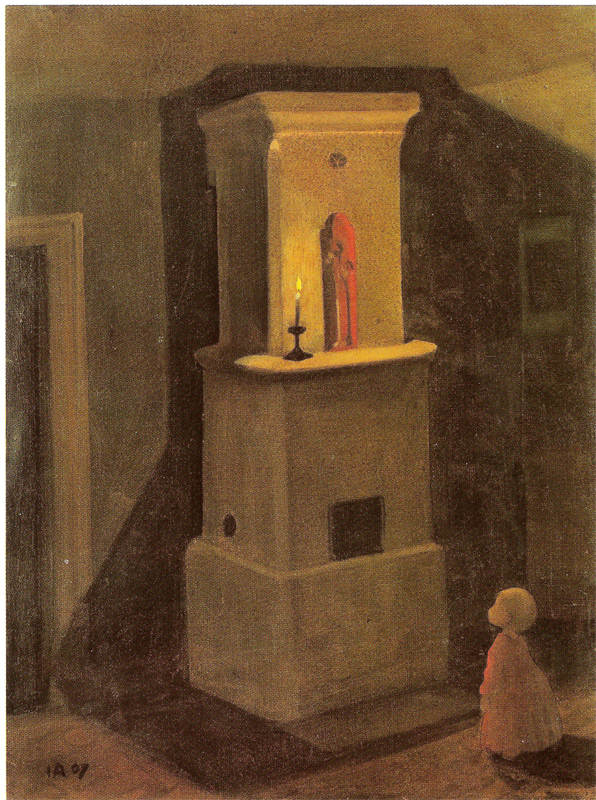
"Flickan vid ljuset"

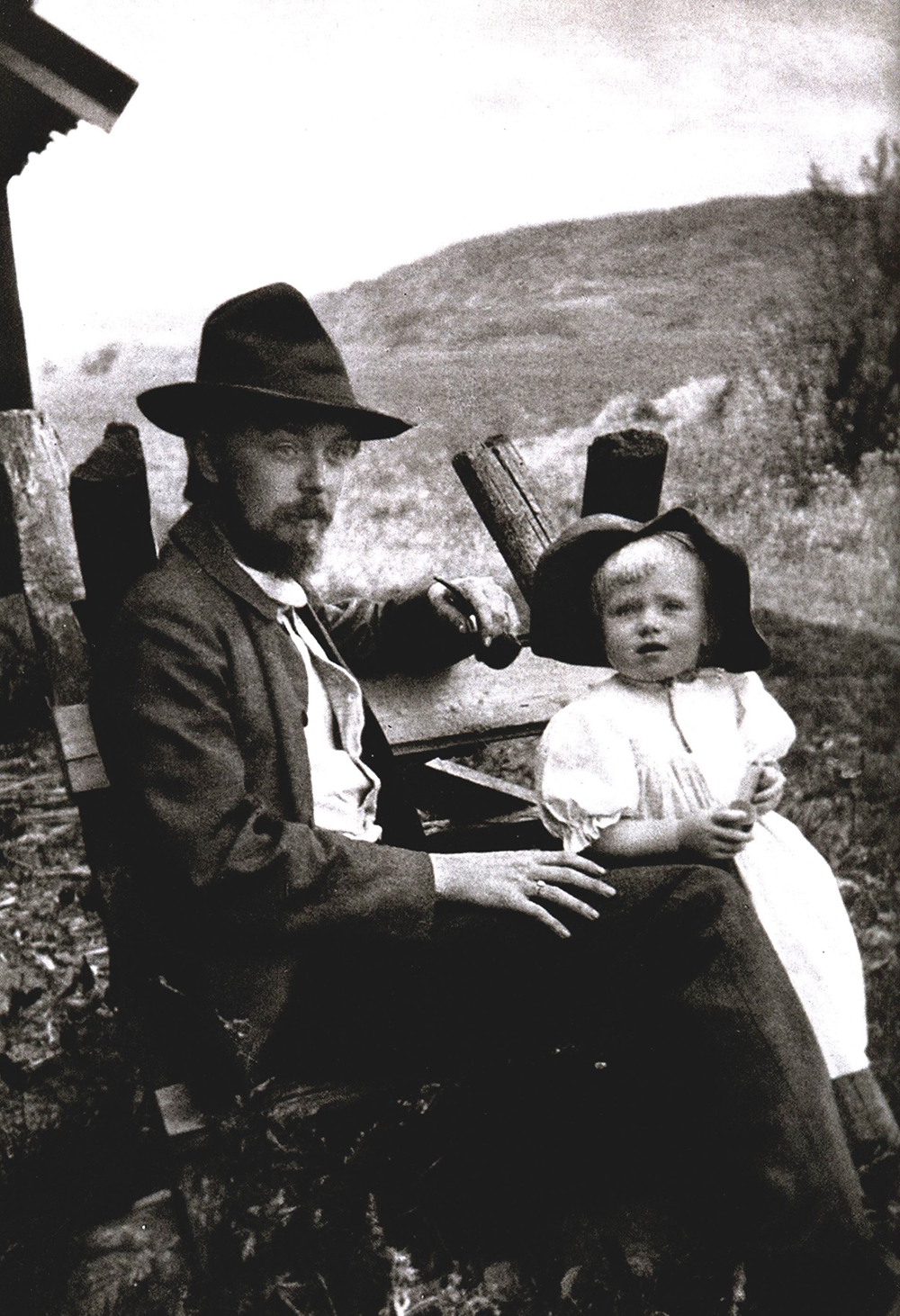
Ivar Arosenius med dottern Eva. Lillan i bilderboken Kattresan.

Ivar Axel Henrik Arosenius, född 8 oktober 1878 i Göteborg, död 2 januari 1909 i Älvängen, var en svensk målare och bilderboksförfattare. Hans mest kända bilderbok är Kattresan (1909), som utgavs postumt. En stor del av hans verk är utställda vid Göteborgs konstmuseum.

## Biografi

### Barndom
Ivar Arosenius föddes som son till en ingenjör i en borgerlig familj i Göteborg. Både han och hans två äldre bröder föddes med blödarsjuka, men han kom att bli den ende som överlevde till vuxen ålder. Sjukdomen kom att bli en av anledningarna till att han uppmanades att välja en konstnärlig bana, en utbildningsväg som startades redan 1895 då Arosenius började ta lektioner hos en kvinnlig amatörmålare i Göteborg.

### Utbildning
Under sin studietid på Göteborgs realläroverk fick Ivar Arosenius 1895 sin första konstnärliga utbildning av en amatörakvarellmålare. På hösten 1896 inledde han konststudier vid Valands målarskola, där han var kamrat med bland andra Gerhard Henning. Parallellt med sina studier på Valand skrev Arosenius 1897 in sig på Slöjdföreningens skola vid avdelningen för dekorativ målning. Den 30 augusti 1898 blev han antagen vid Konstakademien i Stockholm, där han hyrde en ateljé tillsammans med Henning. Arosenius trivdes inte med undervisningen, och i november 1899 blev han antagen som "frielev" vid Konstnärsförbundets skola, som leddes av en entusiastisk Richard Bergh. Inte heller där fann sig Arosenius till rätta, så under våren 1901 återupptog han sina studier vid Valands målarskola. Följande år deltog han i en elevutställning på Valand, arrangerad av Carl Wilhelmson.
I Göteborg slog han sig snart samman med Gerhard Henning och Ole Kruse. Kruse och Arosenius var ett mycket omaka par. Kruse var den allvarlige moralisten, medan Arosenius var fylld av bitska sarkasmer, bekajad av en ständig strävan att leva ett högt liv, med ett ihärdigt supande. Det märkliga var att för Arosenius var också detta moral eftersom han tidigt fick diagnosen blödarsjuka. Det rörde sig helt enkelt om hans möjligheter att överleva. Han hade fått läkarordination på att konsumera alkohol, vilket antogs öka blodets förmåga att koagulera, att äta gott, att göra långa promenader och att hålla sin kropp i trim.

### Konstnärskarriär
Arosenius påbörjde en studieresa i Europa under hösten 1903, med början i München. Han anlände till Paris i januari 1904, och tillbringade sommaren i fiskebyn Coudeville i Normandie. I augusti återvände han till Paris. På våren 1905 deltog han med 86 akvareller i en utställning på Salon des Indépendants. Delar av somrarna 1902 och 1903 tillbringades i Torsby i norra Fryksdalen hos vännen och blivande svågern Ernst Spolén. Den storslagna och vilda värmlandsnaturen påverkade Ivars konst framgent.
I maj 1905 var Arosenius åter i Göteborg men fortsatte därifrån till Stockholm, där modern nu bodde. På hösten ställde han för första gången ut på Konstnärshuset i Stockholm, med hela 173 arbeten. Året därpå gifte han sig med Ida (Eva) Andrea Cecilia Adler (född 1879). De bosatte sig i mars 1906 i Åby, ett litet stationssamhälle på sydsidan av Kolmården; dottern Eva (Lillan) föddes samma år.
Under 1906 och 1907 medverkade Arosenius i Strix och Söndags-Nisse. Den 21 april 1907 gav Hasse Zetterström ut ett specialnummer av Söndags-Nisse med teckningar och text uteslutande av Ivar Arosenius.
Hösten 1907 flyttade Arosenius med sin familj till Göteborg och sedan till Älvängen, där hans svärmor ägde en liten egendom med utsikt över Göta älv. Där fanns en liten röd stuga med tre rum och kök i bottenvåningen, två rum en trappa upp – ateljé och sovrum. I maj 1908 ställde han ut på Lunds universitets konstmuseum tillsammans med Gerhard Henning och Sigge Bergström. Arosenius fick sitt stora genombrott i november samma år, då han tillsammans med Henning och Bergström hade en utställning på Valand.

### Död och eftermäle
Arosenius avled i sitt hem i Älvängen den 2 januari 1909 i sviterna av sin blödarsjuka. Under mellandagarna fick han en halsinfektion vilken man dock inte betraktade som allvarlig. Under nyårsdagen förvärrades infektionen och på kvällen ville han inte gå och lägga sig. Hans hustru gick till sängs vid tiotiden men väcktes någon timme senare av ett underligt ljud. När hon steg upp såg hon hur maken reste sig från sin stol och tog ett par steg, innan han föll ihop och avled. Ett blodkärl i halsen hade brustit och han drunknade i sitt eget blod. Ivar Arosenius begravdes på Östra kyrkogården i Göteborg.
Året efter sin död fick Arosenius konst det definitiva genombrottet, men hans hus fick förfalla under många år och revs slutligen på 1960-talet. Dörrarna där han hade målat och kakelugnen som är berömd för målningen "Flickan vid ljuset" togs ner och flyttades till Starrkärr-Kilanda hembygdsförening. 1978 fick Arosenius självporträtt pryda ett av frimärkena i serien Tre svenska konstnärer (tillsammans med Karl Isakson och Carl Kylberg). 
Arosenius finns representerad vid Nationalmuseum i Stockholm med ett flertal målningar samt vid Göteborgs konstmuseum, Norrköpings Konstmuseum, Postmuseum, Örebro läns museum, Kulturen och Sörmlands museum.
Högstadieskolan Aroseniusskolan i Älvängen uppfördes på 1970-talet och namngavs efter målaren, och Aroseniusvägen i Södra Ängby, Stockholm är uppkallad efter konstnären. Även i Göteborg återfinns en gata uppkallad efter honom, Aroseniusgatan i Torp (1944).

## Familj
Ivar Arosenius var son till baningenjören vid Bergslagernas och Göteborg-Borås järnvägar, kaptenen i Väg- och vattenbyggnadskåren Henrik Arosenius (1841-1901) och Sigrid Arosenius, född Rydén (1846–1929) (Hon var verksam med virkning och finns representerad vid Nordiska museet.) Bland hans syskon fanns Erik Arosenius (1880-1953). Ivar Arosenius gifte sig 1906 med Ida (Eva) Andrea Cecilia, född Adler (1879), död 1965 i en gasolycka i medeltidsstaden Cagnes-sur-Mer i Frankrike. De bosatte sig i Åby, och 1906 fick de tillsammans en dotter.

## Galleri

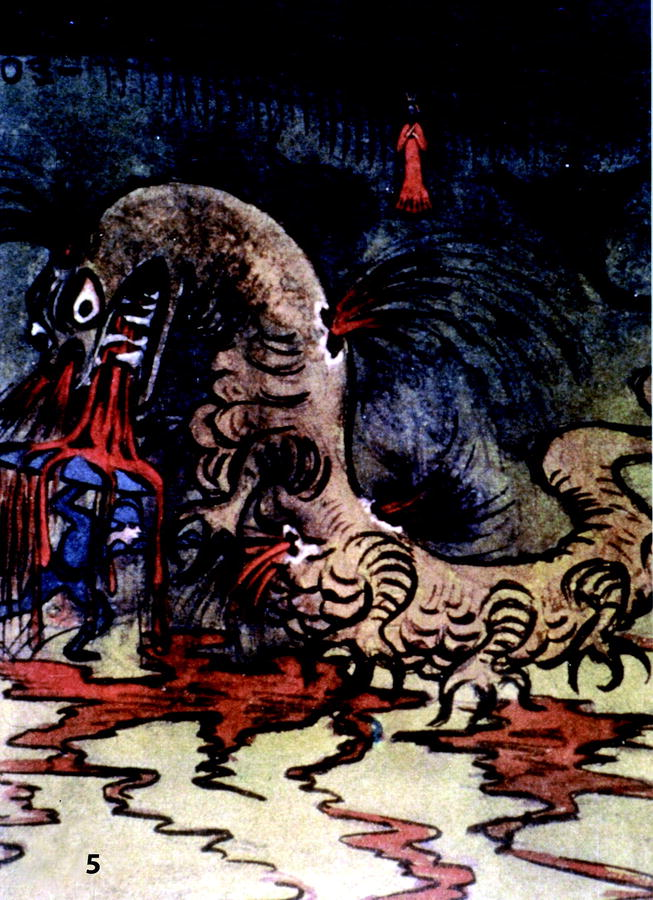
Sankt Göran och draken (1903)
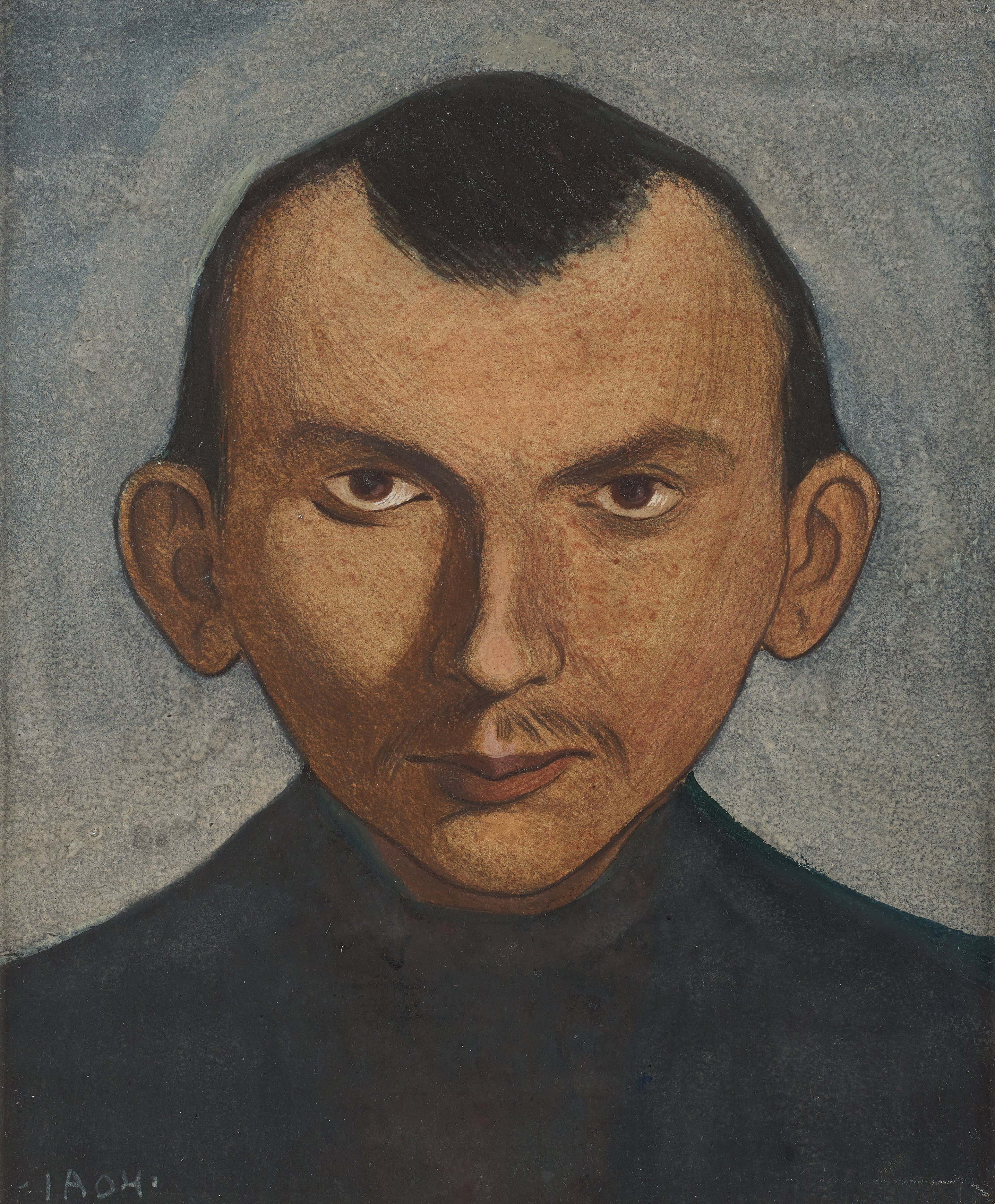
Porträtt av Axel Törneman (1904)
Vissna blad (1904)
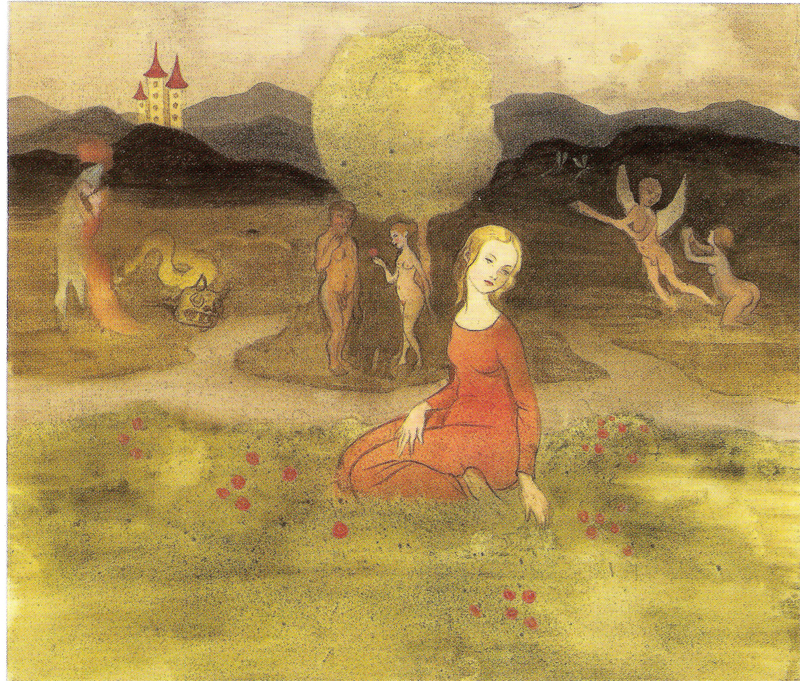
Kärleksdrömmar (1905)
Självporträtt (1905)
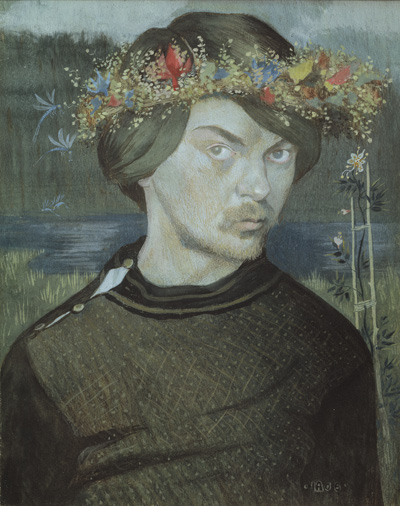
Självporträtt (1906)
Madonna (1907)
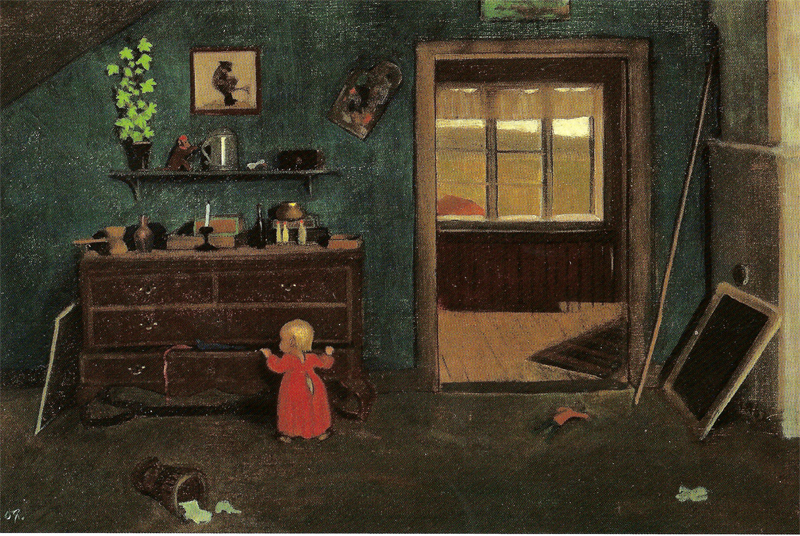
Lillan vid byrålådan (1907)
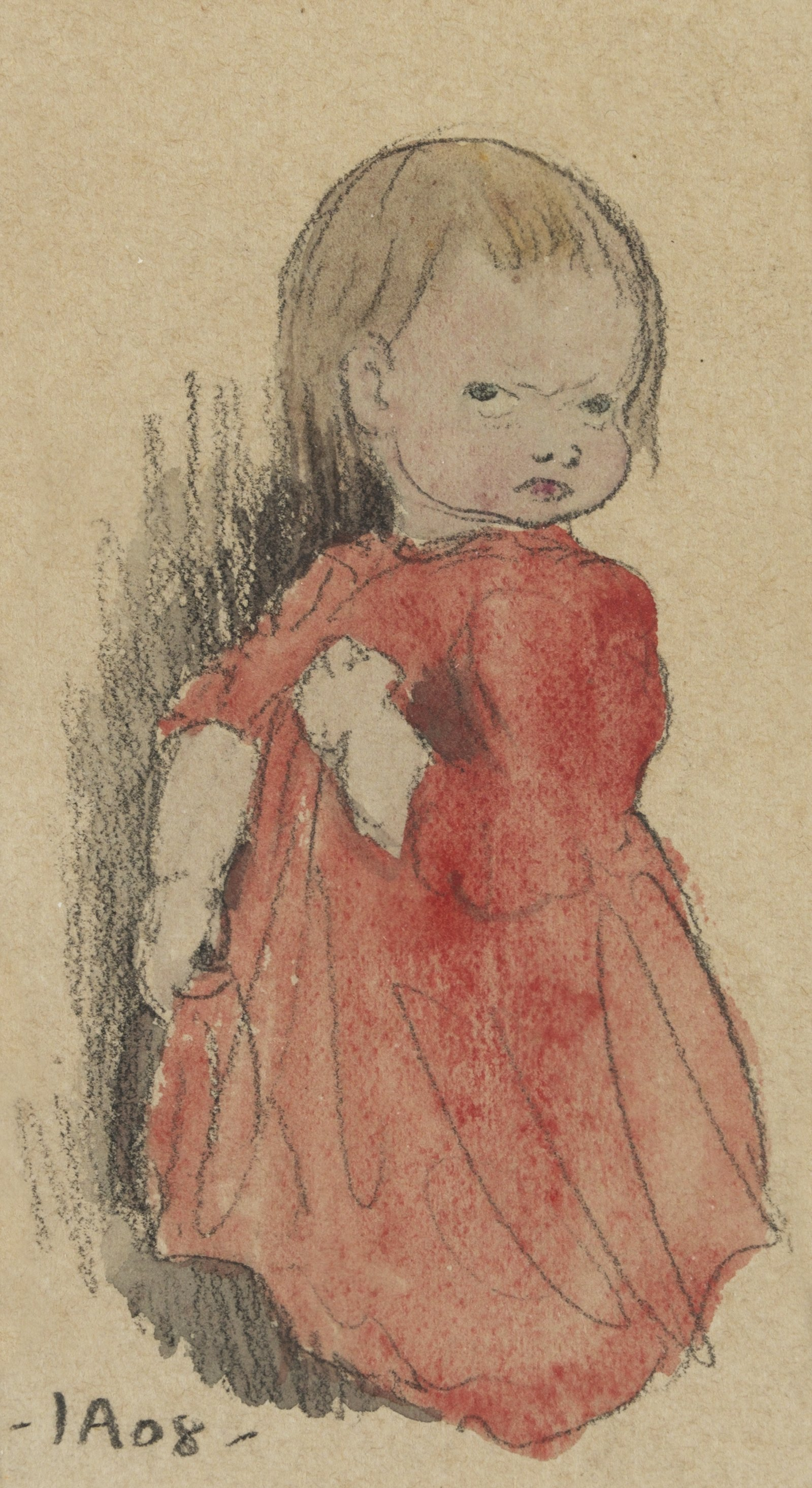
Lillan (signerad IA och daterad 08)
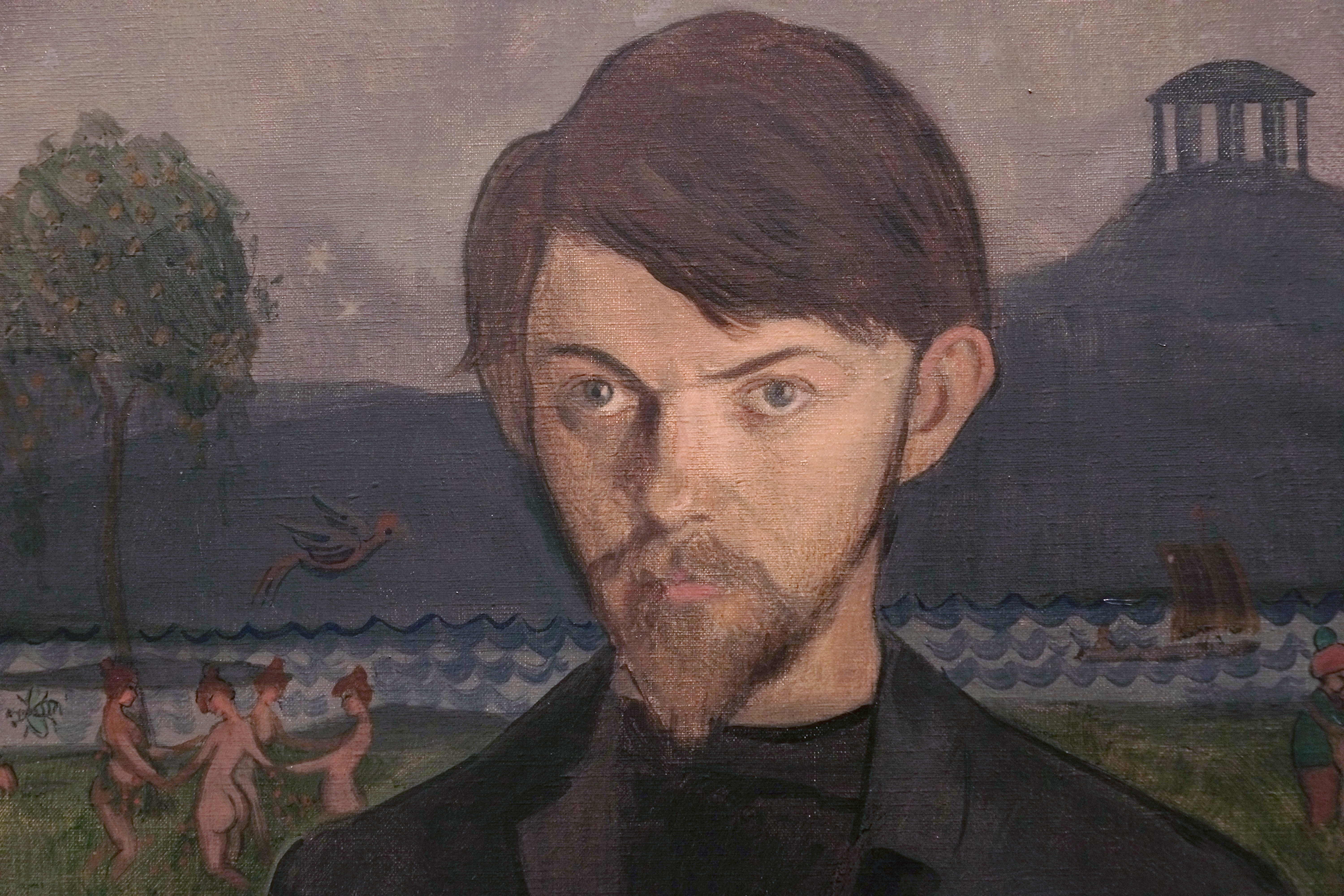
Självporträtt [detalj] (1908)
- Ivar Arosenius dödsmask (3D-modell)
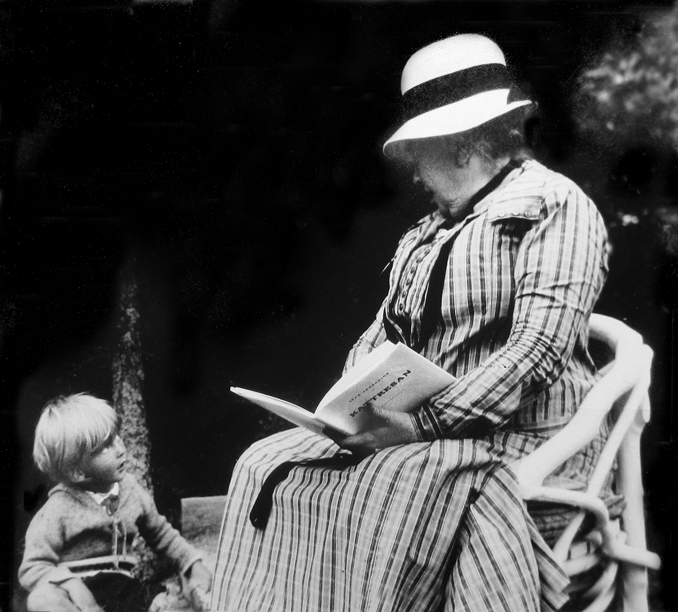
En farmor läser Kattresan för sitt barnbarn ca 1932.